# St. Bartholomäus (Hauswurz)
| St. Bartholomäus, Hauswurz               |                                                     |
|                                          |                                                     |
| Kirche mit Dachreiter und Sakristeianbau |                                                     |
| Ort                                      | Hauswurz (Neuhof)                                   |
| Konfession                               | römisch-katholisch                                  |
| Diözese                                  | Fulda                                               |
| Patrozinium                              | Bartholomäus                                        |
| Baujahr                                  | 1751, nach Kriegszerstörungen 1945 wieder aufgebaut |
| Bautyp                                   | Saalkirche                                          |
| Funktion                                 | Pfarrkirche                                         |

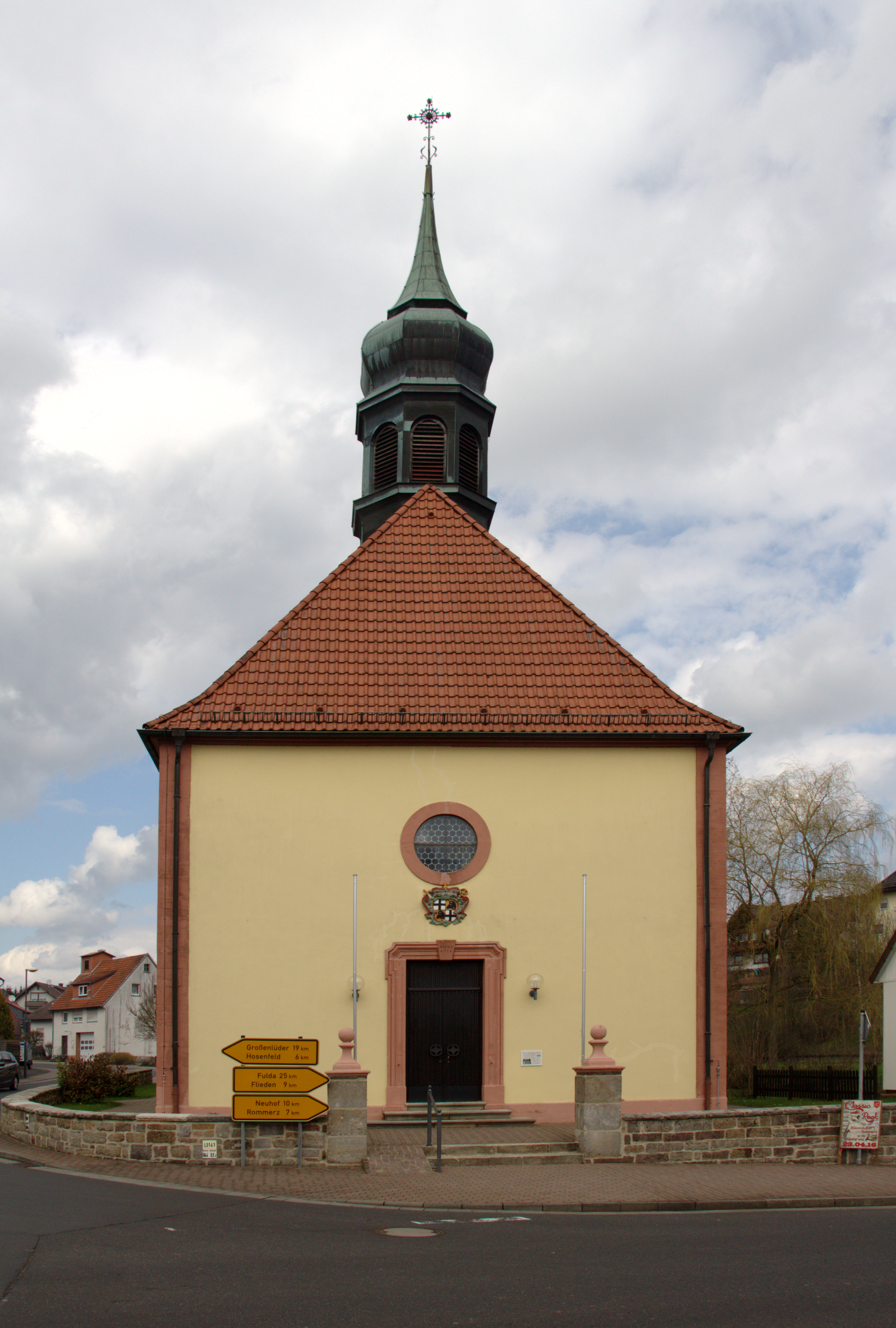
Frontportal mit dem Wappenstein von 1751

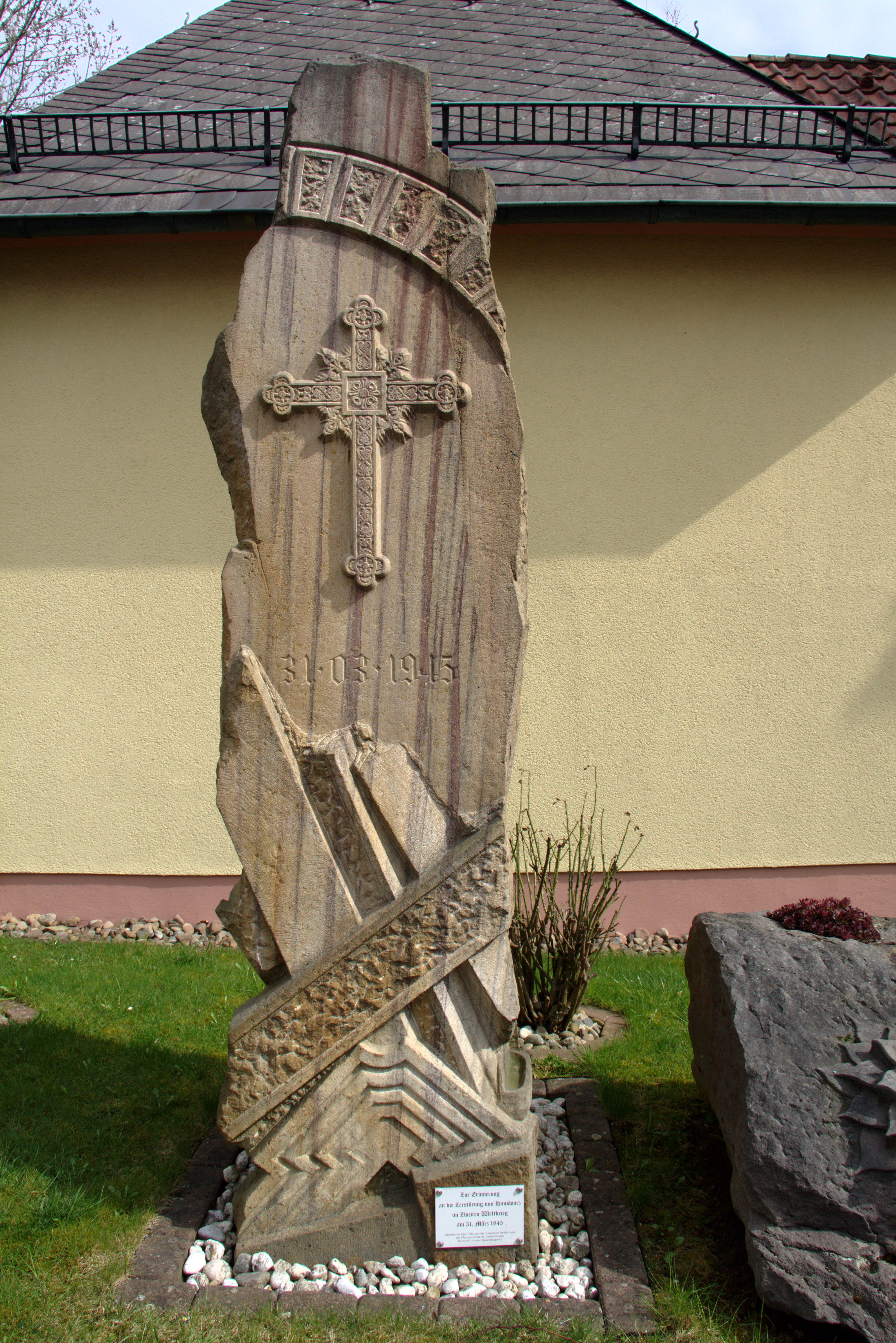
Gedenkstein vor der Sakristei

St. Bartholomäus ist eine römisch-katholische Pfarrkirche in Hauswurz, Gemeinde Neuhof, im osthessischen Landkreis Fulda, die zum Bistum Fulda gehört.
Das Kirchengebäude steht auf dem Eckgrundstück Taufsteinstraße 7 / Brandloser Straße 2. Es steht unter dem Patrozinium des heiligen Bartholomäus, dessen Gedenktag die katholische Kirche am 24. August feiert.

## Geschichte
Hauswurz wurde 1534 Pfarrei und kam 1537 zum Kirchspiel von Freiensteinau.
Die heutige Pfarrkirche wurde 1751 unter dem Fuldaer Bischof Amand von Buseck errichtet. Gegen Ende des Zweiten Weltkriegs wurde sie am 31. März 1945 durch Artilleriebeschuss US-amerikanischer Truppen größtenteils zerstört und brannte mit Inventar aus. Ein Wiederaufbau unter Beibehaltung der verbliebenen Bausubstanz (die Außenmauern) erfolgte 1948–1949. Eine neue Sakristei wurde später an die dreiseitige Chorwand angebaut. Neben der Kirche vor der Sakristei befindet sich ein Gedenkstein, der an die Schäden an der Kirche und im Dorf im Zweiten Weltkrieg erinnert.

## Pastoralverbund

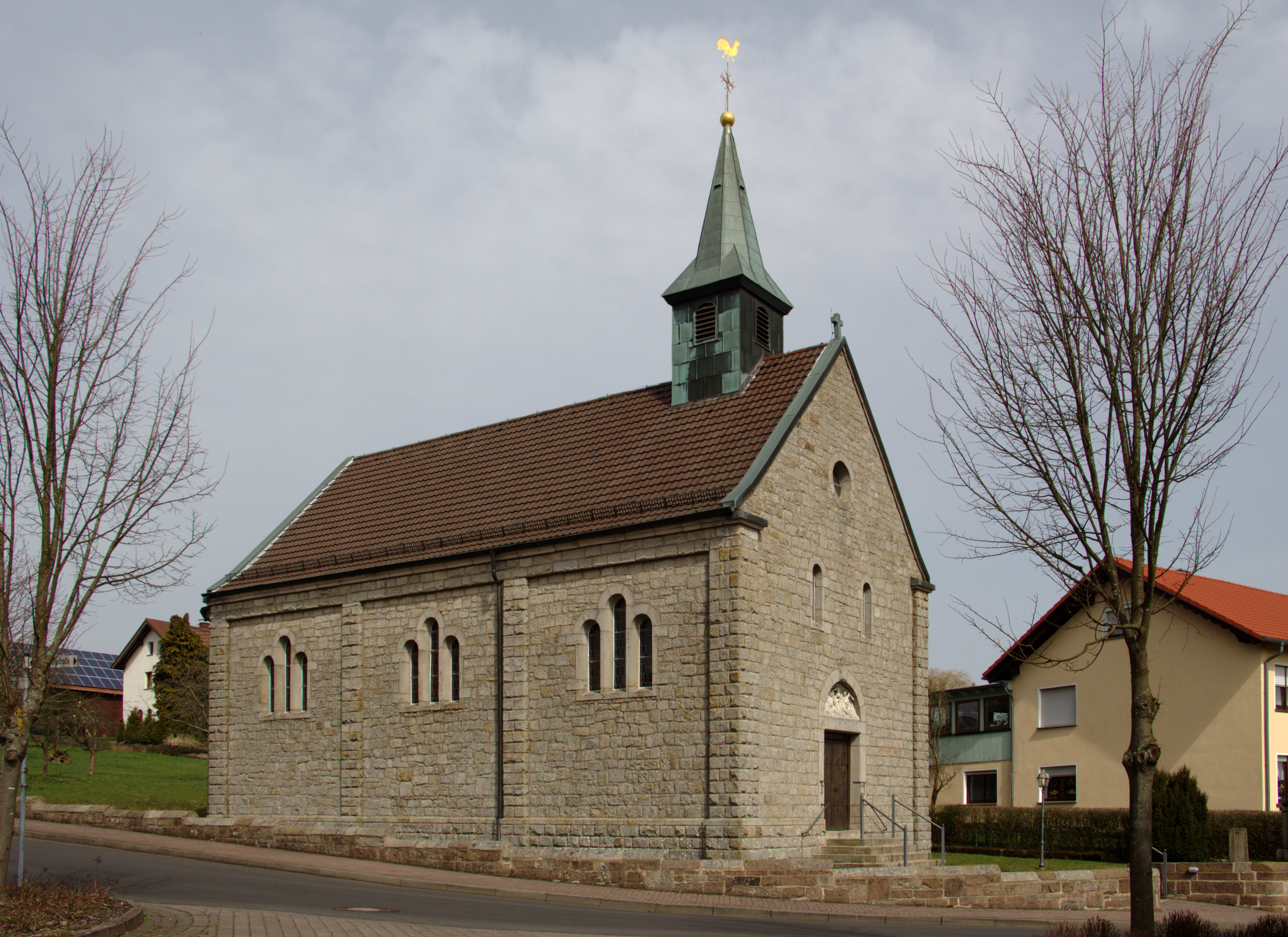
1925 erbaute Filialkirche Mariä Himmelfahrt in Buchenrod

Die Pfarrgemeinde ist eine der gegenwärtig sechs katholischen Kirchengemeinden in der Gemeinde Neuhof, in der mehrheitlich Katholiken leben. Sie gehört dem Pastoralverbund Christus Erlöser Flieden–Hauswurz an und umfasst die Pfarreien Rückers,  Flieden, Hauswurz und Magdlos.
Zur Pfarrei Hauswurz gehörten bis Anfang Dezember 2017 die Filialkirchen „Mariä Himmelfahrt“ in Buchenrod und „Maria Rosenkranzkönigin“ in  Weidenau sowie seelsorgerisch die Ortsteile Kauppen der Gemeinde Neuhof und Brandlos in der nördlichen Nachbargemeinde Hosenfeld.

Die katholische Filialkirche Weidenau

Mit Wirkung vom 1. Adventssonntag 2017 erfolgte eine Änderung in den Pfarrgrenzen, da die Pfarrgemeinde Hauswurz mit den Dörfern Weidenau, Kauppen, Brandlos und Buchenrod ihren Pfarrer verlor und wegen des fehlenden Priesternachwuchses keinen eigenen Pfarrer mehr bekommen konnte. Sie wird nun durch die Pfarrgemeinde St. Michael Neuhof mitbetreut.

### Umpfarrungen
Die Dörfer Brandlos und Buchenrod wurden „umgepfarrt“, d. h. Brandlos gehört seit dem 1. Advent 2017 zur Pfarrgemeinde St. Peter und Paul in Hosenfeld und die Filiale Buchenrod seit dem 1. Januar 2021 zur Pfarrgemeinde Christkönig in Flieden umgepfarrt. Damit wurden nach den Veränderungen der Gebietsreform in Hessen auch die kirchlichen Strukturen den kommunalen Gegebenheiten angepasst.